# Милорад Глигорьєвич
Милорад Глигорьєвич (хорв. Milorad Gligorijević, нар. ?  — пом. ?) —  югославський футболіст, що грав на позиції воротаря. Відомий виступами за клуб БСК (Белград).

## Клубна кар'єра
У1927 році виграв у складі БСК чемпіонат Белграда, завдяки чому команда отримала можливість вперше позмагатись за звання чемпіона Югославії. У підсумку клуб посів друге місце в чемпіонаті країни. Через рік БСК з Глигорьєвичем став третім. 
Також у 1927 і 1928 роках Милорад брав участь у складі своєї команди в матчах Кубку Мітропи, престижного турніру для провідних команд Центральної Європи. Обидва рази белградський клуб вибував на першій стадії змагань, поступаючись угорським командам «Хунгарія» (2:4, 0:4) і «Ференцварош» (0:7, 1:6) відповідно. 
Виступав у складі збірної Белграда. Зокрема, у 1927 році став переможцем Кубка Югославської федерації, турніру для збірних найбільших міст Югославії.

## Трофеї і досягнення
- Срібний призер чемпіонату Югославії: 1927
- Бронзовий призер чемпіонату Югославії: 1928
- Чемпіон футбольної асоціації Белграда: 1927
- Переможець Кубка короля Олександра: 1927